# Carlos Jayme
Carlos Jayme (Goiânia, 13 giugno 1980) è un nuotatore brasiliano.
Ha rappresentato il Brasile ai Giochi olimpici di Sydney 2000 e Atene 2004. All'olimpiade australiana ha vinto la medaglia di bronzo nella staffetta 4x100 m stile libero.

## Palmarès
- Giochi olimpici

Sydney 2000: bronzo nella staffetta 4x100m sl.
- Giochi panamericani

Santo Domingo 2003: oro nella 4x100m sl e argento nella 4x200m sl.